# Фредериктън
Фредериктън (на английски: Fredericton) е град в Канада, столицата на провинцията Ню Брънзуик.
Градът е основан през 1785 г. Има население от 50 535 жители (2006) и обща площ от 130,68 км². Намира се на 20 метра надморска височина.